# The Slim Princess (1920)
The Slim Princess is een Amerikaanse filmkomedie uit 1920 onder regie van Victor Schertzinger. Destijds werd de film in Nederland uitgebracht onder de titel De dolle prinses. De film is wellicht zoekgeraakt.

## Verhaal
In het koninkrijk Morovenië worden dikke vrouwen als aantrekkelijk beschouwd. De slanke prinses Kalora kan maar geen vrijer vinden. Haar zwaarlijvige zus daarentegen kan de huwelijkskandidaten amper van zich afslaan. Als de Amerikaanse miljonair Alexander Pike kennismaakt met prinses Kalora, wordt hij op slag verliefd op haar. Hij wordt uit het land verjaagd door de koninklijke wacht. Als de prinses naar de Verenigde Staten wordt gestuurd om aan gewicht toe te nemen met een gepatenteerd wondermiddel, loopt ze Pike tegen het lijf op het bal van de ambassadeur. Hun romance eindigt plotseling, als de prinses inderhaast moet terugkeren naar haar land. Wanneer blijkt dat ze nog is afgevallen, wordt ze in de kerker gesmeten. Pike reist haar achterna en overtuigt de koning dat hij houdt van prinses Kalora.

## Rolverdeling
| Acteur            | Personage           |
| ----------------- | ------------------- |
| Mabel Normand     | Kalora              |
| Hugh Thompson     | Pike                |
| Tully Marshall    | Papova              |
| Russ Powell       | Gouverneur-generaal |
| Lillian Sylvester | Jeneka              |
| Harry Lorraine    | Detective           |
| Pomeroy Cannon    | Raadsman            |